# Wolfgang Oeser
Wolfgang Oeser (* 21. Februar 1932 in Dresden; † 4. Mai 2013 in Dresden) war Fußballspieler in der DDR-Oberliga, der höchsten Spielklasse des ostdeutschen Fußballverbandes. Er spielte dort für die SG Dynamo Dresden.

## Karriere
Oeser begann im Jahr 1943 mit dem Fußballsport beim Verein 1893 Dresden. Nach dem Zweiten Weltkrieg spielte er bei der SG Dresden-Neustadt, dann bei der SG Dresden-Gittersee. Zwischen 1948 und 1952 war er Spieler der SG Dresden-Cotta. 1952 wechselte er zur kleinen Betriebssportgemeinschaft (BSG) Aufbau Dresden Mitte. Im Alter von 23 Jahren wechselte der gelernte Ofenbauer und später als Maurer beruflich tätige Oeser 1954 zur BSG Stahl in das benachbarte Freital, mit der er zwei Jahre in der zweitklassigen DDR-Liga spielte. Nachdem Freital am Ende der Saison 1954/55 absteigen musste, veranlasste der Sektionsleiter der SG Dynamo Dresden, Erich Jahnsmüller, Oesers Wechsel zum Dresdner Polizeiklub, der allerdings ebenfalls in die drittklassige II. DDR-Liga abgestiegen war. Ein Jahr später musste Oeser mit den Dresdner Dynamos erneut absteigen und spielte 1957 in der viertklassigen Bezirksliga Dresden. Anschließend gelang den Dynamos der Durchmarsch durch die II. in die I. DDR-Liga und 1962 der Aufstieg in die DDR-Oberliga.
Inzwischen hatte sich Oeser zum Mittelfeldregisseur der Dresdner entwickelt und gehörte als rechter Läufer zum Spielerstamm. In seiner ersten Oberligasaison bestritt er 24 der 26 Punktspiele. Dynamo Dresden hatte jedoch noch nicht die Stärke, um den Klassenerhalt zu sichern, sodass 1963/64 erneut eine Saison in der DDR-Liga folgte. Nach dem sofortigen Wiederaufstieg war Oeser mit 25 Oberligaeinsätzen erneut einer der zuverlässigsten Dynamo-Akteure. Auch in seiner letzten Oberligasaison 1965/66, die er als 34-Jähriger bestritt, kam er noch einmal in 24 Punktspielen zum Einsatz. Nach zwei Jahren in der 2. Mannschaft wurde Oeser am 1. Juni 1968 vor dem Oberligapunktspiel Dynamo Dresden – Chemie Leipzig offiziell als Spieler verabschiedet.
In seiner elfjährigen Zugehörigkeit zur 1. Mannschaft von Dynamo Dresden hatte Oeser 213 Punktspiele absolviert und acht Jahre als Mannschaftskapitän gewirkt. Er war der Strafstoßspezialist seiner Mannschaft, von seinen 27 Punktspieltoren hatte er 19 vom Elfmeterpunkt erzielt. In seinen drei Oberligaspielzeiten kam er in 73 von 78 ausgetragenen Punktspielen zum Einsatz, in denen er sieben Tore erzielte. Er hatte sich für die Übungsleiter-Stufe 4 qualifiziert und trainierte nach seiner aktiven Laufbahn bis 2005 Mannschaften des Nachwuchs- und Reservebereichs von Dynamo Dresden. Von 1974 bis 1985 war Oeser Mannschaftsleiter der 1. Dynamo-Mannschaft. Am 12. April 2013 wurde er anlässlich 60-jährigen Bestehens von Dynamo Dresden zum Ehrenspielführer ernannt.